# Lill-Kussjön
Lill-Kussjön är en sjö i Vindelns kommun i Västerbotten och ingår i Umeälvens huvudavrinningsområde. Sjön har en area på 0,282 kvadratkilometer och ligger 199 meter över havet.

## Delavrinningsområde
Lill-Kussjön ingår i det delavrinningsområde (713245-167732) som SMHI kallar för Ovan Gransjöbäcken. Medelhöjden är 206 meter över havet och ytan är 5,52 kvadratkilometer. Räknas de 7 avrinningsområdena uppströms in blir den ackumulerade arean 88,61 kvadratkilometer. Kulbäcken som avvattnar avrinningsområdet har biflödesordning 3, vilket innebär att vattnet flödar genom totalt 3 vattendrag innan det når havet efter 91 kilometer. Avrinningsområdet består mestadels av skog (65 procent) och sankmarker (16 procent). Avrinningsområdet har 0,28 kvadratkilometer vattenytor vilket ger det en sjöprocent på 5,1 procent.